# Ted Meredith
Ted Meredith (eigentlich James Edwin Meredith; * 14. November 1891 in Chester Heights, Pennsylvania; † 2. November 1957 in Camden, New Jersey) war ein US-amerikanischer Leichtathlet und Olympiasieger.
Noch während seiner Zeit auf der High School wurde Meredith in die Olympiamannschaft aufgenommen. Bei den Olympischen Spielen 1912 in Stockholm gewann er die Goldmedaille im 800-Meter-Lauf mit der Weltrekordzeit vom 1:51,9 min vor seinen Landsleuten Mel Sheppard (Silber) und Ira Davenport (Bronze) sowie die Mannschafts-Goldmedaille in der 4-mal-400-Meter-Staffel zusammen mit seinen Teamkollegen Mel Sheppard, Edward Lindberg und Charles Reidpath, vor den Teams aus Frankreich (Silber) und dem Vereinigten Königreich von Großbritannien und Irland (Bronze). Über 400 Meter wurde er Vierter.
Nach den Olympischen Spielen ging Meredith an die University of Pennsylvania. In seiner Zeit als Student bis 1917 wurde er 1914 bis 1916 IC4A-Meister über 440 Yards und 1914 und 1915 über 880 Yards. Er gewann auch die AAU-Meisterschaften über 440 Yards 1914 und 1915. 1916 stellte er mit 47,6 s einen Weltrekord über 440 Yards auf, der bis 1928 Gültigkeit hatte.
1917 ging er zur Armee und kämpfte im Ersten Weltkrieg. Bei den Olympischen Spielen 1920 in Antwerpen erreichte er über 400 Meter das Halbfinale und kam mit der US-Mannschaft in der 4-mal-400-Meter-Staffel auf den vierten Platz.

## Weblinks

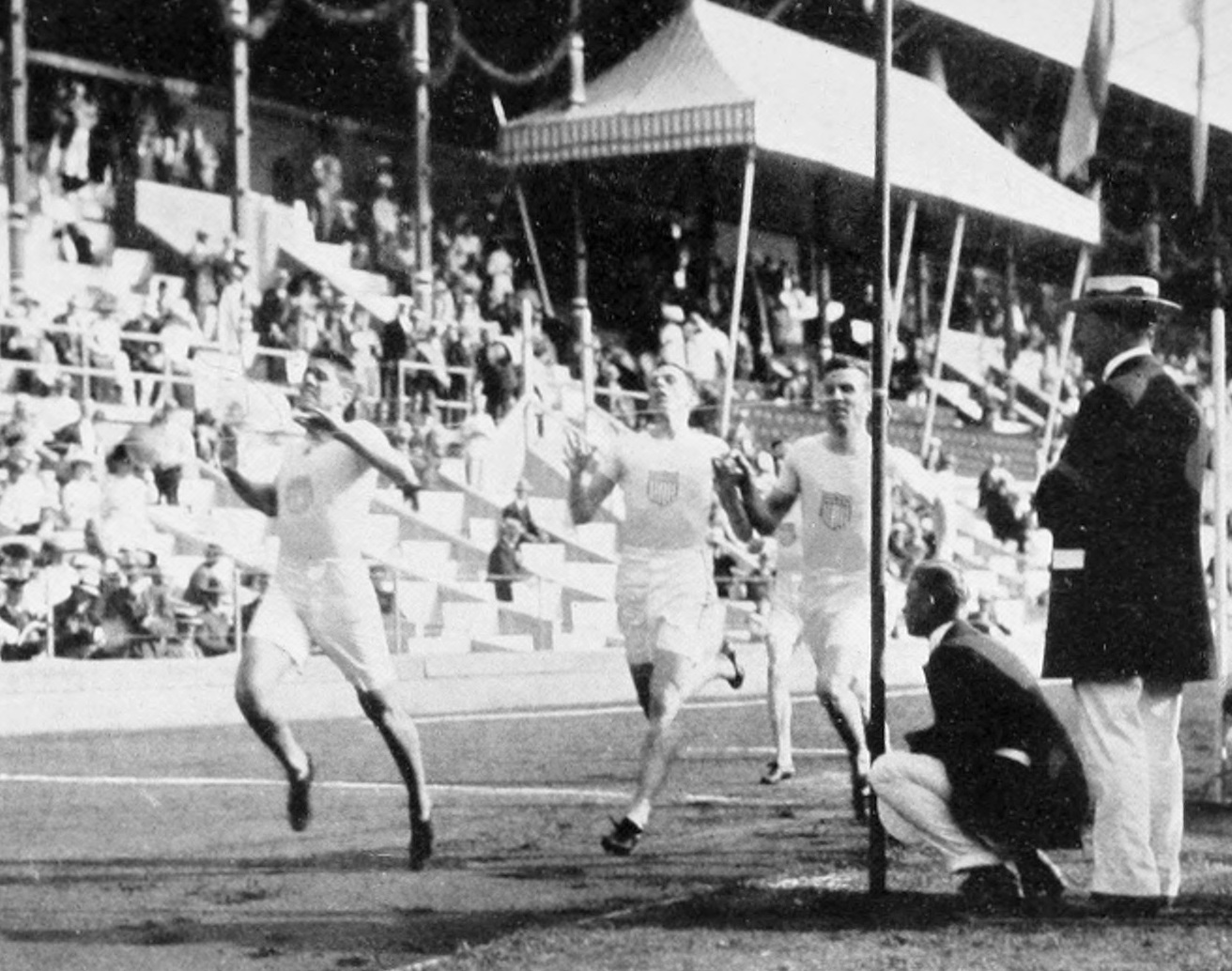
Ted Meredith (l.) bei seinem Olympiasieg über 800 Meter vor Sheppard und Davenport

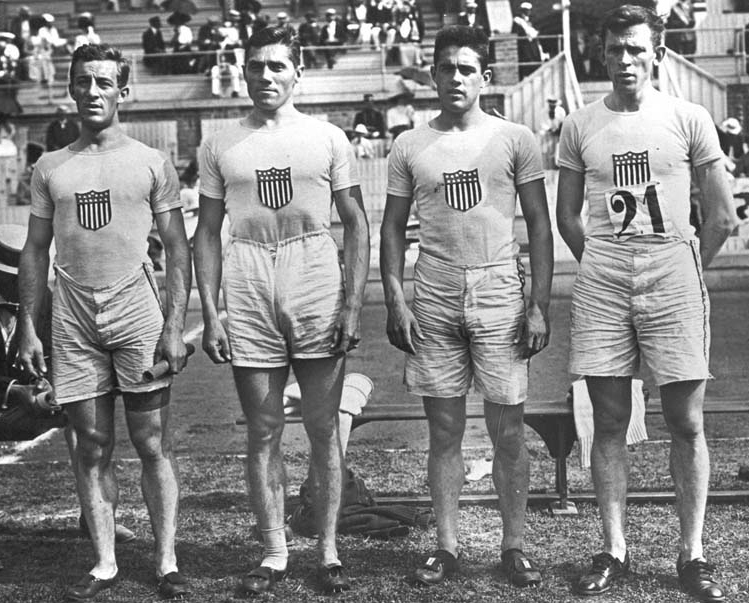
Meredith (2. v. r.) als Mitglied der 4-mal-400-Meter-Staffel